# Beleuchtungsmodell
Als Beleuchtungsmodell bezeichnet man in der 3D-Computergrafik allgemein ein Verfahren, das das Verhalten von Licht simuliert. Meist ist damit ein lokales Beleuchtungsmodell gemeint, das die Oberfläche von Objekten simuliert. Globale Beleuchtungsmodelle hingegen simulieren die Ausbreitung von Licht innerhalb einer Szene, diese Bezeichnung ist jedoch wenig verbreitet.

## Lokale Beleuchtungsmodelle
Lokale Beleuchtungsmodelle simulieren das Verhalten von Licht auf Oberflächen. Dabei wird die Helligkeit bzw. Farbe eines von einem Punkt auf dieser Oberfläche in eine bestimmte Richtung reflektierten Lichtstrahls berechnet. Dies geschieht unter ausschließlicher Zuhilfenahme der Blickrichtung, des Lichteinfallswinkels, der Materialeigenschaften des Objektes und der Lichtquellen. Die indirekte Beleuchtung bleibt hier zunächst unberücksichtigt. Für die Simulation dieser Effekte sind globale Beleuchtungsmodelle zuständig; Raytracing beispielsweise sendet zu diesem Zweck weitere Strahlen aus.
Im Gegensatz zu den anderen Verfahren zur Darstellung eines Materials wie Bumpmapping simulieren Beleuchtungsmodelle nicht die Mesostruktur, sondern die Mikrostruktur eines Materials. Je nach Art der Darstellung müssen hierfür verschiedene Shading-Methoden verwendet werden.
Die bekanntesten lokalen Beleuchtungsmodelle sind:
- Lambert-Beleuchtungsmodell (1760)
- Phong-Beleuchtungsmodell (1975)
- Blinn-Beleuchtungsmodell (1977)
- Torrance-Sparrow-Beleuchtungsmodell (1967/1982)

Die meisten lokalen Beleuchtungsmodelle lassen sich als bidirektionale Reflektanzverteilungsfunktion (BRDF) mathematisch beschreiben.

## Globale Beleuchtungsmodelle

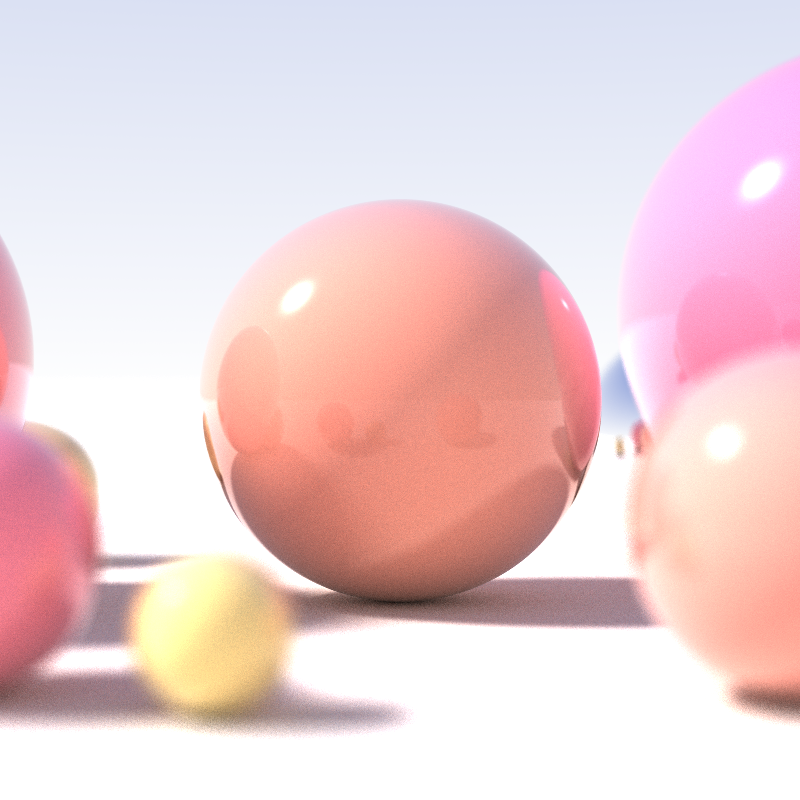
Kugeln mit Glanzlichtern

Globale Beleuchtungsmodelle simulieren die Ausbreitung von Licht in einer Szene. Generell sind damit Radiosity oder Raytracing, beziehungsweise ihre Varianten gemeint. Sie sind sehr rechenintensiv und daher beim heutigen Stand der Technik als alleiniges Verfahren entweder gar nicht für das Echtzeitrendern geeignet (Raytracing) oder nur für die Darstellung statischer Szenen, die teilweise vorausberechnet werden können (Radiosity). Der Begriff globale Beleuchtung kann ein globales Beleuchtungsmodell bezeichnen, wird aber oft nur auf diejenigen globalen Beleuchtungsmodelle angewandt, die die Ausbreitung aller Lichtstrahlen in einer Szene berücksichtigen.